# Fissurella peruviana
Fissurella peruviana, conocida como lapa peruana, es una especie de caracol de mar, un molusco gasterópodo marino de la familia Fissurellidae, las lapas de ojo de cerradura.

## Descripción
Su concha es dura y rugosa, de forma cónica con radios de color café rojizo. El tamaño de un caparazón adulto varía entre 20 mm y 35 mm.  
Su carne es de sabor agradable y apreciada en la gastronomía peruana, donde se utiliza para elaborar cebiches, parihuelas, sudados, deliciosos chupes y picantes.

## Distribución
Esta especie se encuentra en el océano Pacífico a lo largo de la costa de Perú y Chile. 